# Кайракты (Жетысуская область)
Кайракты (каз. Қайрақты) — разъезд в Аксуском районе Жетысуской области Казахстана. Входит в состав Молалинского сельского округа. Код КАТО — 193273400.

## Население
В 1999 году население разъезда составляло 28 человек (15 мужчин и 13 женщин). По данным переписи 2009 года, в разъезде проживал 31 человек (15 мужчин и 16 женщин).